# Eumacrodes euthysticta
Eumacrodes euthysticta là một loài bướm đêm trong họ Geometridae.